# سيرجي داردر
سيرجي داردر (بالإسبانية: Sergi Darder)‏ (ولد في 22 ديسمبر 1993) هو لاعب كرة قدم إسباني يلعب كلاعب وسط.

## روابط خارجية
- سيرجي داردر على موقع قاعدة بيانات كرة القدم.إي يو (الإنجليزية)
- سيرجي داردر على موقع ليكيب (الفرنسية)
- سيرجي داردر على موقع Soccerway.com (الإنجليزية)
- سيرجي داردر على موقع عالم كرة القدم.نت (الإنجليزية)